# Ла-Монтань (Верхняя Сона)
Ла-Монта́нь (фр. La Montagne) — коммуна во Франции, находится в регионе Франш-Конте. Департамент — Верхняя Сона. Входит в состав кантона Фоконье-э-ла-Мер. Округ коммуны — Люр.
Код INSEE коммуны — 70352.

## География
Коммуна расположена приблизительно в 330 км к востоку от Парижа, в 90 км северо-восточнее Безансона, в 50 км к северо-востоку от Везуля.
По территории коммуны протекает небольшая река Крольер (фр. Croslière). Большая часть территории коммуны покрыта лесами.

## Население
Население коммуны на 2010 год составляло 40 человек.
| 1962 | 1968 | 1975 | 1982 | 1990 | 1999 | 2010 |
| ---- | ---- | ---- | ---- | ---- | ---- | ---- |
| 164  | 103  | 77   | 47   | 30   | 23   | 40   |

## Администрация
| Период | Период | Фамилия     | Партия | Примечания |
| ------ | ------ | ----------- | ------ | ---------- |
| 1989   | 2001   | Жерар Коль  |        |            |
| 2001   | 2014   | Дени Тисран |        |            |

## Экономика

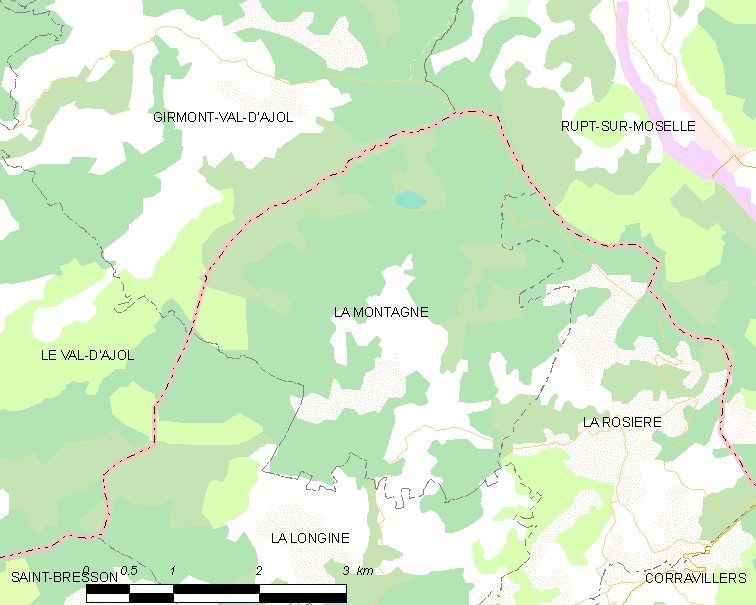
Карта коммуны

В 2010 году среди 27 человек трудоспособного возраста (15-64 лет) 18 были экономически активными, 9 — неактивными (показатель активности — 66,7 %, в 1999 году было 76,9 %). Из 18 активных жителей работали 16 человек (8 мужчин и 8 женщин), безработных было 2 (1 мужчина и 1 женщина). Среди 9 неактивных 0 человек были учениками или студентами, 4 — пенсионерами, 5 были неактивными по другим причинам.